# Sve je lako kad si mlad - live
Sve je lako kad si mlad - live je prvi in dvojni album v živo zagrebške rock skupine Prljavo kazalište, ki je izšel pri založbi Suzy.
Album vsebuje posnetke s koncerta v Domu sportova, novembra 1988 in z nastopa na koncertu Zagreb rock Force, decembra 1988.

## Seznam skladb
Vse skladbe je napisal Jasenko Houra, razen kjer je posebej napisano.
| A stran | A stran                   | A stran |
| Št.     | Naslov                    | Dolžina |
| ------- | ------------------------- | ------- |
| 1.      | „Mi plešemo‟              | 6:27    |
| 2.      | „Marina‟                  | 4:35    |
| 3.      | „Sve je lako kad si mlad‟ | 3:56    |
| 4.      | „Budala malena‟           | 3:01    |
| 5.      | „Sve gradske bitange‟     | 2:44    |

| B stran | B stran                          | B stran |
| Št.     | Naslov                           | Dolžina |
| ------- | -------------------------------- | ------- |
| 1.      | „Moj bijeli labude‟              | 5:20    |
| 2.      | „Ma kog' me Boga za tebe pitaju‟ | 4:35    |
| 3.      | „Korak od sna‟                   | 3:31    |
| 4.      | „Heroj ulice‟                    | 7:13    |

| C stran | C stran                | C stran |
| Št.     | Naslov                 | Dolžina |
| ------- | ---------------------- | ------- |
| 1.      | „Mojoj majci‟          | 6:10    |
| 2.      | „Široke ulice‟         | 3:53    |
| 3.      | „Ne zovi mama doktora‟ | 3:32    |
| 4.      | „Slaži mi‟             | 5:14    |

| D stran | D stran                                                         | D stran |
| Št.     | Naslov                                                          | Dolžina |
| ------- | --------------------------------------------------------------- | ------- |
| 1.      | „Crno bijeli svijet‟ (Jasenko Houra/Jasenko Houra/Ivan Stančić) | 3:11    |
| 2.      | „Subotom uveče‟                                                 | 3:47    |
| 3.      | „Ja sam mladić u najboljim godinama‟                            | 1:55    |
| 4.      | „Some Boys‟                                                     | 3:04    |
| 5.      | „Televizori‟                                                    | 3:20    |
| 6.      | „Sretno dijete‟                                                 | 2:04    |

## Zasedba

### Prljavo kazalište
- Jasenko Houra – kitara
- Tihomir Fileš – bobni
- Ninoslav Hrastek – bas kitara
- Mladen Bodalec – vokal
- Marijan Brkić – kitara

### Gost
- Mladen Roško – klaviature